# Октябрьский сельсовет (Карасукский район)
Октябрьский сельсовет — сельское поселение в Карасукском районе Новосибирской области Российской Федерации.
Административный центр — село Октябрьское.

## История
Статус и границы сельского поселения установлены Законом Новосибирской области от 2 июня 2004 года № 200-ОЗ «О статусе и границах муниципальных образований Новосибирской области»

## Население
| 2002  | 2010  | 2012  | 2013  | 2014  | 2015  | 2016  |
| ----- | ----- | ----- | ----- | ----- | ----- | ----- |
| 2510  | ↘2138 | ↘2090 | ↗2092 | ↘2073 | ↘2030 | ↘2011 |
| 2017  | 2018  | 2019  | 2020  | 2021  |       |       |
| ↗2014 | ↘2006 | ↗2021 | ↘1989 | ↘1944 |       |       |

## Состав сельского поселения
| № | Населённый пункт | Тип населённого пункта       | Население |
| - | ---------------- | ---------------------------- | --------- |
| 1 | Анисимовка       | село                         | ↘163      |
| 2 | Калачи           | село                         | ↗300      |
| 3 | Новоивановка     | деревня                      | ↘259      |
| 4 | Октябрьское      | село, административный центр | ↗1167     |
| 5 | Павловка         | деревня                      | ↗322      |
| 6 | Токпан           | аул                          | ↘56       |